# Liste de produits Bandai
Cette liste répertorie les produits commercialisés par la société Bandai.

## Dessins animés
- .hack
- 3×3 eyes
- Agent Aika
- Angel sanctuary
- Appleseed (1988 OVA)
- Earth Girl Arjuna
- Candidate for Goddess
- Cardcaptor Sakura (films)
- CLAMP School
- Cowboy Bebop
- Cybaster
- DearS
- Devilman (OVA)
- DNA²
- Dominion:tank police
- Eat-Man '98
- Eden's Bowy
- eX-Driver (film)
- Fancy Lala
- Fushigi Yūgi (OVA)
- Gasaraki
- Ghost in the Shell (séries et films)
- Gundam (toutes les œuvres)
- Gunslinger girl
- Harlock Saga (OVA)
- I'm Gonna Be An Angel!
- Jin-Roh, la brigade des loups
- Les Ailes d'Honnéamise
- Les Chroniques de la guerre de Lodoss (TV)
- Macross
- Madara
- Magic User's Club
- Memories
- Metropolis
- Midori no hibi
- Nightwalker
- Onegai teacher
- Onegai Twins
- Patlabor (films)
- Pilot Candidate
- Saber marionette
- Tenkai-hen Josō: Overture (Saint Seiya, 5e film)
- Shin Getter Robo
- Slayers Special (OVA)
- Slayers Perfect (films)
- Sousei no Aquarion
- Spriggan
- Steamboy
- Super Robot Wars: Original Generation
- Top wo Nerae! and related
- Uta-Kata
- The Big O
- Vision d'Escaflowne
- Witch Hunter Robin
- Wolf's Rain
- X
- You're Under Arrest

## Tokusatsu
- G-Saviour
- Kamen Rider 555: Paradise Lost
- Kamen Rider J
- Kamen Rider ZO
- Ultraman vs. Kamen Rider

## Jeux
- Simpei (2005)

## Jeux vidéo
- Dragon Ball
  - Dragon Ball Final bout
  - Dragon Ball Z: Budokai
  - Dragon Ball Z: Budokai 2
  - Dragon Ball Z: Budokai 3
  - Dragon Ball Z: Budokai Tenkaichi
  - Dragon Ball Z: Budokai Tenkaichi 2 (2006)
  - Dragon Ball Z: Shin Budokai
  - Dragon Ball Z: Supersonic Warriors 2 (2005)
  - Dragon Ball Z: Ultimate Battle 22
- Eureka Seven (2006)
- Eureka Seven The New Vision (2006)
- Evangelion 2 Tsukurareshi SEKAI (2006)
- Keroro
  - Chou Gekijouban Keroro-Gunso Enshū dayo! Zen'in Shūgō (2006)
- Neon Genesis Evangelion
  - Neon Genesis Evangelion 2
- Pretty Cure/Precure
  - Futari wa Precure Arienaai! Yume no Sono ha Daimeikyu (2004)
  - Futari wa Precure Max Heart Maji! Maji!? Fight de IN Janai (2005)
  - Futari wa Precure Max Heart Danzen DS de Precure (2005)
  - Futari wa Precure Splash Star Panpaka game de Zekkouchou! (2006)
- The Powerpuff Girls
  - The Powerpuff Girls Tsuki! Hoshi no Twinkle Shine (2004)
  - The Powerpuff Girls Futari! Futari!? Blossom de Daiboken (2005)
  - The Powerpuff Girls Moonlight Densetsu DS de Powerpuff (2005)
- Sugar Sugar Rune Queen Shiken wa Dai Panic (2006)

## Jouets
Bandai produit aussi des produits dérivés (peluche, porte-clés, figurine) de mangas comme One Piece ou Naruto.